# Marsdenia incisa
Marsdenia incisa là một loài thực vật có hoa trong họ La bố ma. Loài này được P.T. Li & Y.H. Li mô tả khoa học đầu tiên năm 1982.